# Ravanahatha

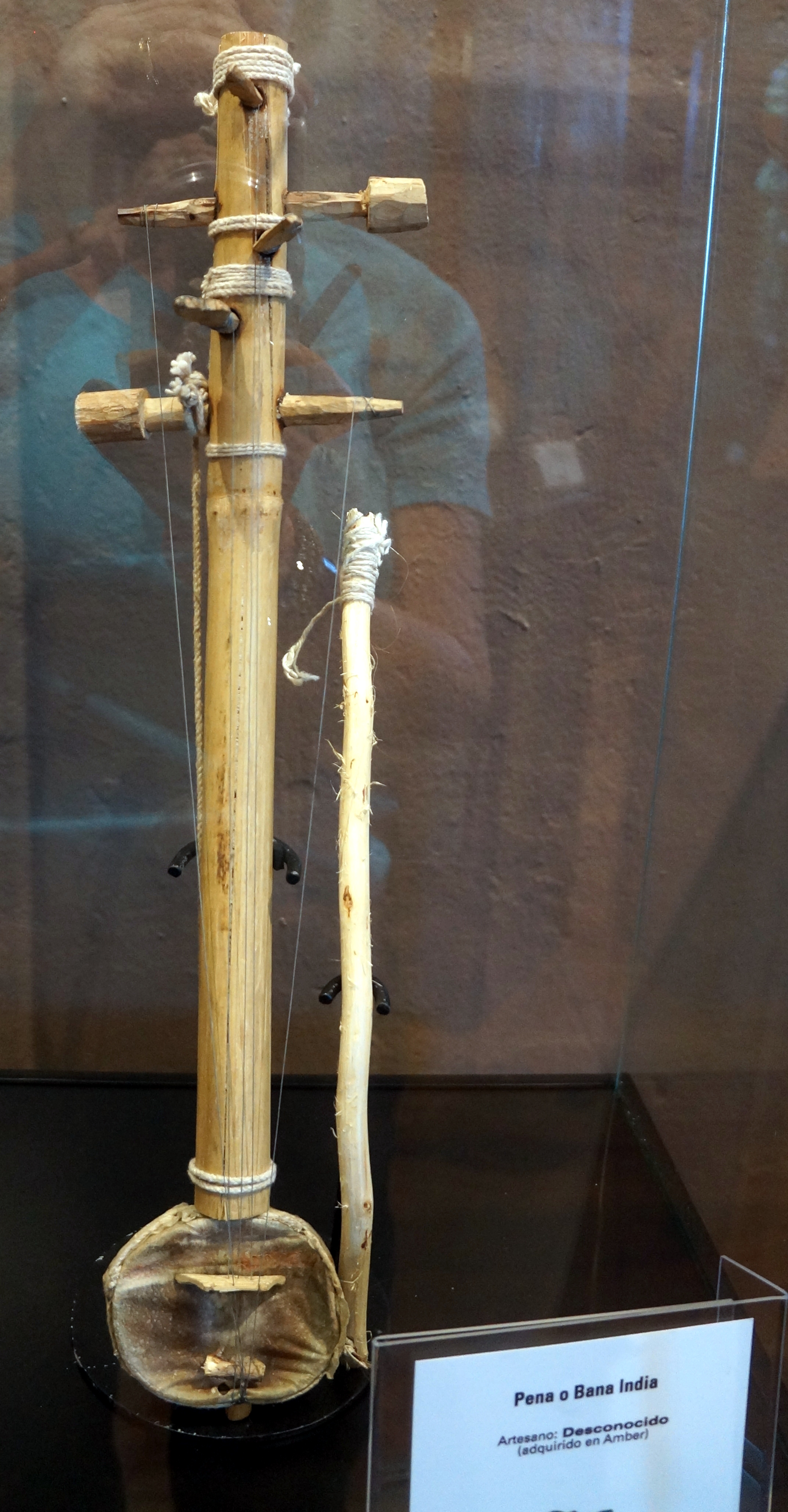
Ravanhatha indio en la Casa Museo Del Timple (Lanzarote, España).

Un ravanahatha, también conocido como ravanhatta, rawanhattha, ravanastron o ravana hasta veena es un antiguo instrumento de cuerda con arco, utilizado en la India, Sri Lanka y áreas circundantes. Se ha sugerido como antepasado del violín.

## Construcción
La caja de resonancia del ravanahatha puede ser una calabaza, la mitad de una cáscara de coco o un cilindro ahuecado de madera, con una membrana de piel de cabra estirada o de otro tipo de piel. Se adjunta un cuello de madera o bambú, que lleva entre una y cuatro o más cuerdas de tripa, cabello o acero afinadas con clavijas, colgadas sobre un puente. Algunos ejemplos pueden tener varias cuerdas simpáticas. El arco suele ser de crin; los ejemplos varían en extensión.

## Historia
En la tradición india y de Sri Lanka, se cree que el ravanahatha se originó entre el pueblo Hela de Lanka durante la época del legendario rey Ravana, de quien supuestamente lleva el nombre del instrumento. Según la leyenda, Ravana usó el ravanahatha en sus devociones al dios hindú Shiva. En la epopeya hindú del Ramayana, después de la guerra entre Rama y Ravana, Hanuman regresó al norte de la India con un ravanahatha. El ravanahatha es particularmente popular entre los músicos callejeros de Rajasthan, en el norte de la India.
A lo largo de la historia de la India medieval, los reyes fueron mecenas de la música; esto ayudó a aumentar la popularidad del ravanhatha entre las familias reales. En Rajasthan y Gujarat, fue el primer instrumento musical que aprendieron los príncipes.
Algunas fuentes afirman que entre los siglos VII y X, los comerciantes árabes trajeron el ravanastron de la India a Oriente Próximo, donde proporcionó el modelo básico para el rebab árabe y otros antepasados tempranos de la familia del violín.